# Білозерська сільська рада (Березівський район)
Білозерська сільська́ ра́да (біл. Белаазёрскі сельсавет) — колишня адміністративно-територіальна одиниця у складі Березівського району Берестейської області Білорусі. Адміністративним центром було місто Білозерськ (не входило до складу).

## Історія
Сільська рада ліквідована 17 вересня 2013 року, територія та населені пункти увійшли до складу Пісківської сільської ради.

## Склад
Населені пункти, що підпорядковувалися сільській раді станом на 2009 рік:
| Населений пункт | Тип  | Населення, осіб (2009) |
| --------------- | ---- | ---------------------- |
| Лисичиці        | село | 241                    |
| Маневичі        | село | 153                    |
| Нивки           | село | 142                    |
| Ниви            | село | 581                    |
| Ольшево         | село | 113                    |
| Хрисо           | село | 519                    |

## Населення
За переписом населення Білорусі 2009 року чисельність населення сільської ради становила 1749 осіб.

### Національність
Розподіл населення за рідною національністю за даними перепису 2009 року:
| Національність            | Осіб | Відсоток |
| ------------------------- | ---- | -------- |
| білоруси                  | 1700 | 97,20 %  |
| росіяни                   | 30   | 1,72 %   |
| українці                  | 11   | 0,63 %   |
| національність не вказана | 4    | 0,23 %   |
| поляки                    | 1    | 0,06 %   |
| євреї                     | 1    | 0,06 %   |
| мордва                    | 1    | 0,06 %   |
| евенки                    | 1    | 0,06 %   |
| Разом                     | 1749 | 100 %    |